# Alphonse Nies
Alphonse Nies (Larochette, 8 februari 1924 – Luxemburg-Stad, 23 september 1992) was een Luxemburgs kunstschilder en tekenaar.

## Leven en werk
Alphonse Nies werd opgeleid aan de Koninklijke Academie voor Schone Kunsten van Brussel. Hij was vanaf 1948 stagiair en werd in 1950 benoemd als tekenleraar aan de École d'artisans de l'État, hij was er later ook adjunct-directeur.
Nies schilderde figuratieve bloemstukken, landschappen, stillevens en zeegezichten. Hij was lid van de Cercle Artistique de Luxembourg, waar hij vanaf 1949 tot 1991 deelnam aan de jaarlijkse salons. Hij was van 1958 tot 1968 secretaris en van 1990 tot zijn overlijden vicepresident van de kunstenaarsvereniging. In 1959 ontvingen Nies en Emile Kirscht bij de Salon du CAL de Prix Grand-Duc Adolphe. Hij exposeerde verder onder meer tijdens solotentoonstellingen in Galerie Beffa (1959, 1972) in Luxemburg-Stad, solo (1971, 1974) en met Corneille (1975) in Galerie Louvigny in Luxemburg-Stad, en met Michel Breithoff, Edmond Goergen en Michel Heintz in de Club des Jeunes (1972) in Walferdange.
In 1979 werd Nies benoemd tot officier in de Orde van de Eikenkroon. Hij overleed in 1992, op 68-jarige leeftijd.

## Enkele werken
- 1961 ontwerp drie geveldecoraties, met als thema's spelende kinderen, de sage van de geitenmoeder en een boom met een nest vogeltjes, voor de kinderbewaarschool in Ettelbruck.
- 1977 ontwerp van een herdenkingsbord met een gezicht op Larochette en een gedenksteen ter gelegenheid van de 150e geboortedag van componist Jean-Antoine Zinnen (1827-1898), uitgevoerd door Villeroy & Boch.[6]

- Musée national d'archéologie, d'histoire et d'art: lkl004134
- RKD-Nederlands Instituut voor Kunstgeschiedenis: 93324